# Barcea (gmina)
Barcea – gmina w Rumunii, w okręgu Gałacz. Obejmuje miejscowości Barcea i Podoleni. W 2011 roku liczyła 4957 mieszkańców. 